# James Jurin
James Jurin (baptisé le 15 décembre 1684 - 29 mars 1750) est un médecin et physicien anglais passé à la postérité pour ses travaux pionniers relatifs à l’action capillaire et à l’épidémiologie (variolisation). Il fut l'un des plus fervents partisans des travaux d’Isaac Newton et mit tout son talent de satiriste au service de ses idées.

## Ses débuts
Le père de Jurin, John, était teinturier à Londres et sa mère, Dorcas, était née Cotesworth. Jurin fit ses études à Christ's Hospital où il obtint une bourse pour étudier à Trinity College (Cambridge). Il y obtint son BA en 1705, et fut élu fellow l’année suivante. Devenu le protégé de Richard Bentley, Jurin fut le précepteur de Mordecai Cary et voyagea avec ce dernier à Leyde, qui était alors l’un des plus grands centres de recherche en médecine et en sciences physiques ; ensemble, ils suivirent les conférences de Hermann Boerhaave. Jurin  obtint son MA en 1709 et fut nommé principal de la Royal Grammar School de Newcastle. Les conférences de Jurin sur les mathématiques et les travaux d’Isaac Newton attiraient un public nombreux. Jurin rentra à Cambridge en 1715 pour y étudier la médecine ; il obtint son doctorat un an plus tard et ouvrit deux cabinets de consultation : l’un à Londres et l’autre dans la ville d'eau de Tunbridge Wells. En 1722, il donnait des conférences d’anatomie devant la Company of Surgeons. De 1725 à 1732 il fut médecin au Guy's Hospital, avant de prendre la direction de cet établissement.
En 1724, Jurin avait épousé Mary Douglas, née Harris († 1784), riche veuve d’Oley Douglas, qui lui donna cinq filles et un fils.

## Le médecin
Jurin finit par occuper une position éminente en médecine et dans les sciences. Ses contemporains le décrivent comme « spirituel, sarcastique, ambitieux, prospère professionnellement et financièrement. » Il fut un défenseur vigoureux de la « variolisation », technique consistant à gratter du pus ou du fluide suppurant des boutons de variole dans les veines d'un individu non immune pour y provoquer une contamination affaiblie, dont l'organisme pourrait facilement se remettre, avec pour résultat une immunité à vie. Jurin s'appuyait sur un raisonnement statistique pour comparer les risques de la variolisation avec ceux de l'infection naturelle. Examinant la table de mortalité de Londres sur les quatorze années précédant 1723, il relevait qu'un quatorzième de la population avait succombé à la variole, et jusqu'à 40 % pendant les épidémies. Ayant invité, dans une communication aux Proceedings of the Royal Society, les lecteurs à faire part de leur expérience personnelle et professionnelle, il reçut plus de soixante réponses, la plupart de médecins ou de chirurgiens ; celle de Thomas Nettleton s'avéra particulièrement importante : il communiquait des calculs effectués sur plusieurs communes du Yorkshire. L’analyse qu’en fit Jurin concluait que la probabilité de décès par variolisation était en gros de 1 pour 50, alors que la probabilité de mourir d'une variole contractée naturellement était de 1 sur 7 ou 8. Il publia ses résultats annuellement dans une série d'articles intitulés An Account of the Success of Inoculating the Small-Pox (1723–1727). Ces communications firent beaucoup pour populariser le principe de la variolation en Angleterre, cela quelque soixante-dix ans avant qu’Edward Jenner n'introduise la méthode plus efficace de la « vaccination », qui consiste à substituer la vaccine à la variole. Jurin crut pouvoir annoncer qu'il avait apporté « la preuve évidente, tant par l'Expérience que par les simples faits, que la variole provoquée par inoculation... est de loin beaucoup moins dangereuse que ce trouble humoral a pu être pendant des années par voie naturelle. »

## Un tenant du système de Newton
Jurin était, selon J. W. Davis, « un ardent newtonien. » Quoiqu'il eût étudié les mathématiques et les sciences physiques à Cambridge sous la direction de Roger Cotes et de William Whiston, il ne découvrit les travaux de Newton qu'une fois élu à la Royal Society. Jurin devint le Secrétaire de cette institution alors que le mandat de Newton en tant que président atteignait son terme. Prenant systématiquement fait et cause pour ce dernier, Jurin fut un habile pamphlétaire, qui sut gagner à sa cause les Français par l'intermédiaire de Voltaire, Buffon et la mathématicienne et physicienne Émilie du Châtelet. Il défendit pied à pied la théorie newtonienne de l’impulsion contre celle de la force vive ou vis viva, que Gottfried Wilhelm Leibniz, Benjamin Robins et Pietro Antonio Michelotti voulaient lui substituer. Jurin stimula la recherche internationale sur l'observation des vents et la météorologie. Il entretint, en particulier, une correspondance à ce sujet avec le physicien vénitien Giovanni Poleni ; mais surtout il étudia le phénomène des remontées capillaires, démontrant que la hauteur de liquide dans un tube mince (capillaire) est inversement proportionnelle au diamètre du miroir superficiel du liquide ; résultat connu comme la loi de Jurin,,. Il publia des articles sur l'hydrodynamique, où il critiquait les thèses de Jean et Daniel Bernoulli. Adepte de l'iatrochimie, Jurin tenta d'élucider, avec James Keill et Jean-Baptiste Sénac, le fonctionnement mécanique du cœur ; il mesura le poids spécifique du sang. Il écrivit un addendum au traité d'optique de Robert Smith : On Distinct and Indistinct Vision (1738) et échangea une correspondance soutenue avec Robins sur ce sujet.

## La controverse avec Berkeley
En 1734, George Berkeley, dans un essai intitulé L’Analyste, s’en prenait violemment au calcul des fluxions qu’il considérait comme fondamentalement vicié et finalement absurde. De 1734 à 1742, Jurin répondit par une série d’articles, la plupart de ton satirique. Ces publications, signées pour certaines du pseudonyme Philalethes Cantabrigensis portent des titres comme : Geometry no Friend to Infidelity, A Defence of Sir Isaac Newton & the British Mathematicians (1734), The Minute Mathematician, ou The Freethinker no Just Thinker (1735). Berkeley n’insista pas longtemps et Jurin put se consacrer entièrement aux objections de Robins et de Henry Pemberton.

## Jurin et Walpole
Jurin était le médecin attitré de Robert Walpole : il lui avait prescrit l'absorption d'acides biliaires (lixivium lithontripticum) pour soigner sa lithiase biliaire. Jurin prenait lui-même ce remède, mais à la mort de Walpole (1745) on l'accusa d'avoir choisi un mauvais traitement, et il fallut toute la verve du médecin pour se défendre. Jurin mourut à Londres et fut inhumé à St James Garlickhythe. Ses propriétés furent évaluées à 35 000 livres sterling (soit environ 4,9 millions de livres sterling au cours de 2003,).

## Charges et distinctions
| Royal Society                                            | Collège royal de médecine                               |
| -------------------------------------------------------- | ------------------------------------------------------- |
| Fellow (1717)                                            | Candidat (1718)                                         |
| Secrétaire (1721–1727),                                  | Fellow (1719),                                          |
| Éditeur des volumes 31–34 des Philosophical Transactions | Censor à cinq reprises au cours de la période 1724–1750 |
|                                                          | Consilarius avec Richard Mead (1749)                    |
|                                                          | Président (1750)                                        |